# Franco Zeffirelli
Franco Zeffirelli (født 12. februar 1923, død 15. juni 2019) er en italiensk film- og operainstruktør, samt politiker med plads i det italienske senat fra 1994 til 2001, indvalgt for Forza Italia.